# USS Henley (1912)

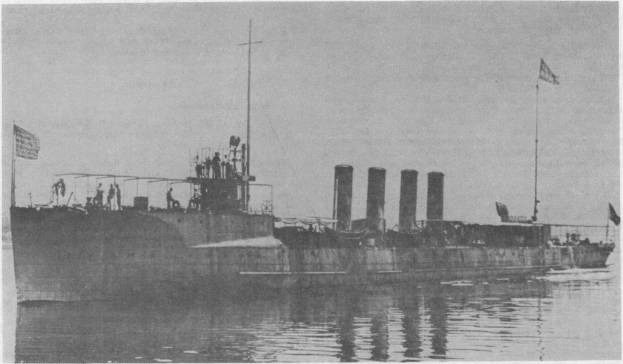
USS Henley (DD-39)

De eerste USS Henley (DD-39) was een gewijzigde Paulding-klasse torpedobootjager van de Amerikaanse Marine tijdens de Eerste Wereldoorlog. Later werd ze gebruikt door de US Coast Guard, met als dienstnummering CG-12. Ze werd genoemd naar Kapitein-ter-zee Robert Henley.
De USS Henley werd te water gelaten op 3 april 1912 door de Fore River Shipyard, in Quincy, Massachusetts en gedoopt door Miss Constance Henley Kane, achter-achternicht van Robert Henley en in dienst gesteld te Boston, Massachusetts op 6 december 1912 met luitenant-commandant W. L. Littlefield als bevelhebber.

## USS Henley (DD-39)
- Klasse en Type: Paulding-klasse torpedobootjager United States Navy
- Gebouwd: Fore River Shipyard te Quincy (Massachusetts)
- Te water gelaten: 3 april 1912
- In dienst gesteld: 6 december 1912 - bij United States Navy
- Uit dienst/in dienst: 14 november 1919 - van United States Navy naar United States Coast Guard
- Uit dienst: 30 januari 1931 - van United States Coast Guard
- Feit: Verkocht als schroot in 1934

### Technische gegevens
- Waterverplaatsing: 787 ton
- Lengte: 89,60 m
- Breedte: 8,20 m
- Diepgang: 2,50 m
- Vermogen: Olieverbrandingsmotor
- Snelheid: 30 knopen (56 km/h)
- Bemanning: 82 officieren en matrozen

### Bewapening
- 5 x 76 mm kanonnen
- 6 x 457 mm torpedobuizen